# Girlboss
Girlboss é uma série de televisão americana baseado na história de Sophia Amoruso, um dos nomes mais respeitados da moda, contudo, é uma releitura bem livre, criada por Kay Cannon. Todos os episódios foram lançados na Netflix em 21 de Abril de 2017.
Em 2017, o diretor de conteúdos da Netflix, Ted Sarandos, anunciou o cancelamento da série. Girlboss não terá uma segunda temporada.
Além de contar com livro autobiográfico intitulado com o mesmo nome da série, onde Sophia Amoruso relata toda sua história e carreira, lançado em 6 de maio de 2014.

## Sinopse
As coisas vão de mal a pior quando Sophia Marlowe perde o emprego e recebe um aviso de que está para ser despejada, até que um achado num brechó acende uma luz.

## Elenco e personagens

### Principal
- Britt Robertson como Sophia Marlowe
- Ellie Reed como Annie, melhor amiga de Sophia.
- Johnny Simmons como Shane, interesse amoroso de Sophia.
- Alphonso McAuley como Dax, bartender estudante de negócios e namorado de Annie.

### Recorrente
- Dean Norris como Jay Marlowe, pai de Sophia.
- Norm Macdonald como Rick, o melhor e último chefe de Sophia.
- RuPaul como Lionel, vizinho de Sophia.
- Jim Flash como Mobias, chefe de uma loja de consignados.
- Cole Escola como Nathan
- Louise Fletcher como Rosie, a senhora ousada.
- Melanie Lynskey como Gail, dona de uma loja de roupas retrô, rival da NastyGal.
- Melissa e Michelle Macedo como membros da banda de Shane.